# Австралійська мегафауна
Австралі́йська мегафа́уна — збірна група, яка об'єднує усі види порівняно великих за розміром тварин Австралії. Більша частина цих видів вимерла протягом плейстоцену (50 000-20 000 років тому).
Довкола причин цього вимирання серед спеціалістів досі точаться суперечки. Вважається, що такою причиною могло бути прибуття до Австралії людей, предків сучасних австралійських аборигенів, чиї методи полювання і практика створення штучних степових та лісових пожеж певною мірою сприяли знищенню мегафауни. Оцінку ситуації ускладнює той факт, що в середині останнього льодовикового періоду (близько 18 000 років тому) Австралія страждала від жорстокої посухи, пов'язаної зі скороченням площі океанів, і вона також могла значно сприяти вимиранню. Втім, протягом останніх 2 млн років Австралія пережила декілька значних кліматичних коливань, деякі з них — набагато жорстокіші, ніж останній льодовиковий період; те, що австралійська мегафауна виявилася спроможною їх пережити, свідчить на користь переважного значення людського фактору в остаточному її вимиранні.

## Види австралійської мегафауни, які вимерли до1778року

### Ссавці
- Procoptodon goliah, або гігантський короткомордий кенгуру — найбільший з відомих видів кенгуру. Був 2-3 метри заввишки і важив до 200 кг. Мав плоску укорочену морду, пристосовані до пережовування жорсткої рослинності напівпустель зуби, спрямовані вперед очі, завдяки чому мав бінокулярний зір. Procoptodon goliah належав до родини Sthenuridae, в якій було три роди з сімнадцятьма видами; жодного дотепер не дожило. Представники родини Sthenuridae населяли рідколісся внутрішніх районів північної Австралії після того, як звідси почали зникати вологі дощові ліси. Всі представники родини мали копита, розвинений четвертий палець на задніх кінцівках, і решту пальців скорочену і майже відсутню. Еластичні зв'язки між кістками пальців надавали цим тваринам додаткової стрибучості і швидкості в порівнянні з сучасними кенгуру. Вони мали довгі передні кінцівки з двома дуже довгими пальцями з пазурами, на відміну від порівняно коротких і негнучких передніх кінцівок сучасних кенгуру. Вони могли використовуватися для пригинання гілок дерев з метою дістатися до листя, чи для нетривалого пересування на чотирьох ногах.

- Simosthenurus occidentalis, також представник родини Sthenurine — був зростом приблизно з сучасного східного сірого кенгуру, але значно кремезніший за статурою. Це один з дев'яти видів кенгуру, що були ідентифіковані по скам'янілостям, знайденим в національному парку Наракурт-Кейвз; вважається, що вони живились переважно листям.

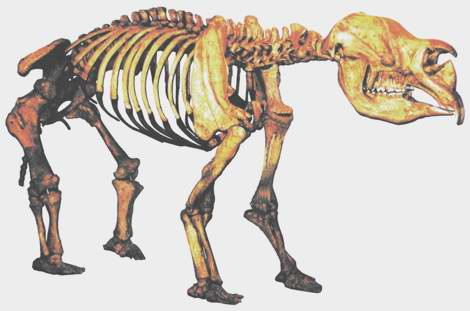
Скелет діпротодона, великого сумчастого розміром з бегемота

- Diprotodon optatum, представник родини Diprotodontidae — приблизно три метри завдовжки, два метри росту в плечі і вагою під дві тонни, він нагадував гігантського вомбата. Це найбільший з відомих сумчастих усіх часів.

- Zygomaturus trilobus — менший за розміром представник тієї ж родини, два метри завдовжки і один метр ростом, мав короткий хобот. Вважається, що він жив в заболочених низовинах і живився болотною рослинністю.

- Palorchestes azael, чи сумчастий тапір — приблизно того ж розміру представник родини Diprotodontidae, що жив в міоцені і мав великі пазурі і довший хобот.

- Phascolarctos stirtoni — коала сучасної будови, але на третину більший розміром.

- Thylacoleo carnifex, чи сумчастий лев — тварина розміром з леопарда, мав череп, будовою схожий з сучасними котячими, і великі передні кутні зуби, пристосовані для розрізання м'яса. Також мав втяжні пазурі і потужні передні кінцівки. Безсумнівно був хижим і жив на деревах.

- Sarcophilus harrisii laniarius — крупніша за сучасну форма тасманійського диявола.

- Zaglossus hacketti — єхидна розміром з вівцю, залишки якої були знайдені в Мамонтовій печері в Західній Австралії; найбільший з відомих однопрохідних.

- Megalibgwilia ramsayi — велика єхидна з довгим рилом і потужними передніми лапами, пристосованими до копання. Скоріше за все, живилася не мурашками, а черв'яками та личинками, яких викопувала з землі.

- Propleopus oscillans — великий (до 70 кг) кенгуру, який мав розвинені ріжучі зуби і масивні кутні зуби, що свідчить про його всеїдність; вважається, що він міг живитися як м'ясом (скоріше за все — стервом), так і комахами, плодами і молодим листям.

### Птахи
- Родина Dromornithidae: ця група ближче споріднена с сучасними водяними птахами, ніж з безкільовими, до яких належать сучасні великі нелітаючі птахи.
  - Dromornis stirtoni, нездатний до польоту птах трьох метрів на зріст і вагою під тонну. Один з найбільших відомих птахів всіх часів. Населяв субтропічні відкриті ліси і, можливо, був хижаком. Він був важчий за моа і вищій за епіорніса.
  - Bullockornis planei, ще один крупний представник родини, мав 2,5 м зросту і важив до 250 кг; можливо, також був хижаком.
  - Genyornis newtoni, родич дроморніса, був розміром з сучасного страуса. Цей вид вимер останнім з представників родини. Мав велику нижню щелепу і був, імовірно, всеїдним.
- Anthropornis nordenskjoeldi, або гігантський пінгвін Норденшельда — примітивний пінгвін 1,35 м ростом і вагою під 90 кг. Його крила мали рудиментарні гнучкі зв'язки (імовірно, успадковані від літаючих предків), яких немає у сучасних видів пінгвінів.

- Leipoa gallinacea — гігантська евкаліптова курка, родич сучасної Leipoa ocellata.

### Плазуни
- Megalania prisca — гігантський хижий варан, принаймні семи метрів завдовжки і вагою під 600 кг.
- Wonambi naracoortensis — неотрутна змія від 5 до 6 метрів завдовжки, нападала з засідки в водяних ямах і душила жертву схоже з сучасними удавами.
- Quinkana sp. — сухопутний крокодил, який сягав семи метрів завдовжки. Мав довгі ноги, які були розташовані під тілом, завдяки чому він міг швидко бігати посуху, наздоганяючи ссавців, птахів та інших плазунів. Мав лезоподібні зуби, придатні для розрізання м'яса, на відміну від сучасних водяних крокодилів, які мають зуби конічної форми, пристосовані для утримання жертви під водою. Належав до родини Mekosuchine, всі види якої вимерли. Залишки були знайдені в Блаф-Даунз в Квінсленді.

- Liasis sp. — гігантський пітон до 10 м завдовжки, найбільша відома змія Австралії. Полювала на ссавців, птахів та плазунів в прирічкових заростях. Близький родич сучасного оливкового пітона Liasis olivacea.